# Phyllanthus orinocensis
Phyllanthus orinocensis är en emblikaväxtart som beskrevs av Julian Alfred Steyermark. Phyllanthus orinocensis ingår i släktet Phyllanthus och familjen emblikaväxter. Inga underarter finns listade i Catalogue of Life.